# Laura Ramaekers
Laura Ramaekers (Tongeren, 27 december 1985) is een Vlaamse zangeres. Ze nam in 2004 deel aan de Belgische talentenjachtshow Idool. Ze eindigde als vierde. Ze had ook al eerder deelgenomen aan Idool in 2003, maar toen haalde ze de finale niet. Ze strandde toen op de derde plaats in de voorronde. Voorts deed ze ook mee in de voorrondes voor het Eurovisiesongfestival (Eurosong op de VRT). Hier bracht ze het nummer "I Belong To You Belong To Me", dat ze in duet zong met de zanger Ali Tcheelab. Met haar Adele-tributeband Someone Like Her werd Ramaekers in 2025 tweede in het Nederlandse tv-programma The Tribute: Battle of the Bands, waarna de formatie onder meer optrad in de Ziggo Dome.

## Singles
- Talk Or Take A walk
- Masquerade
- Safe Sex (Feat. Kaye Styles)
- Shattered
- Reason
- Nobody's Girl
- Bitch

## Promo
- I Am Who I Am
- I Belong To You Belong To Me (Feat. Ali Tcheelab)

## Albums
- Laura
- Naked On The Inside

- Gemeinsame Normdatei: 135168678
- International Standard Name Identifier: 0000 0000 5810 273X
- MusicBrainz: a6344b2d-a4e0-4952-949c-aa8327ee4e44
- Virtual International Authority File: 80005596
- WorldCat: E39PBJkCYCgmwVYkM79J4mDXh3